# Bené Nunes
Benedito Francisco José da Penha Nunes, mais conhecido como Bené Nunes (Rio de Janeiro, 17 de janeiro de 1920  — Rio de Janeiro, 7 de junho de 1997) foi um ator, compositor e pianista brasileiro.
A canção de Luiz Wanderley e João do Vale interpretada por Tim Maia "Coroné Antonio Bento" faz uma referência a Bené Nunes: “Coronel Antonio Bento, no dia do casamento de sua filha Juliana, ele não quis sanfoneiro, foi pro Rio de Janeiro, convidou Bené Nunes pra tocar”.

## Discografia
- Telefone para 27-9696
- Moleque tumba/Gostosinho (1951)
- Dulce, I love you/deserto (1952)
- Rapsódia sueca/Feitiço da Vila (1953)
- Bené Nunes e seu piano (1958)
- Teclado Fantástico (1968)

## Filmografia
- 1952 - O Rei do Samba ... Sinhô [4]
- 1952 - É Fogo na Roupa
- 1954 - Malandros em Quarta Dimensão
- 1986 - As Sete Vampiras